# Kościół Matki Bożej Królowej Polski w Głuszycy
Kościół Matki Bożej Królowej Polski – rzymskokatolicki kościół parafialny należący do dekanatu Głuszyca diecezji świdnickiej.

## Historia
Jest to budowla wybudowana jako ewangelicka w 1741 roku. Gruntownie została przebudowana na klasycystyczną w latach 1804–1809 (została wtedy dostawiona wieża i portyk) a także po raz kolejny w 1862 roku, remontowano ją w 1964 roku.

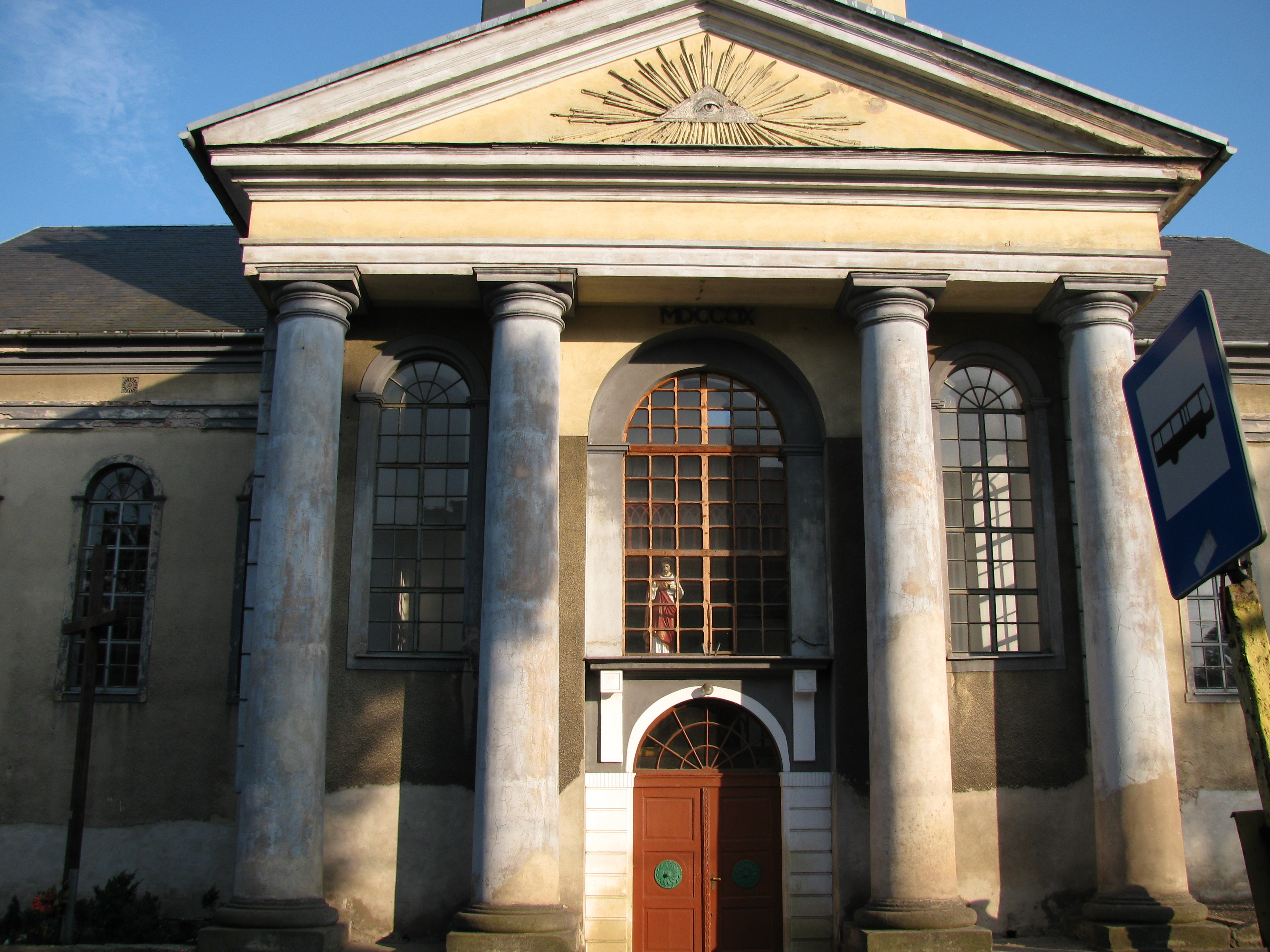
Wejście do świątyni

## Architektura
Kościół jest wzniesiony na planie prostokąta i posiada kruchty. Od ulicy znajduje się wspomniany wcześniej okazały portyk z czterema kolumnami i zakończony trójkątnym tympanonem. Nad nim jest umieszczona wspomniana wcześniej wieża, w dolnej części o kształcie kwadratowym, w górnej części okrągłym, posiadająca okrągłą nadbudówkę i zakończona latarnią z hełmem. Na obu jej kondygnacjach znajdują się tarasy z metalowymi balustradami. Świątynia nakryta jest dachem dwuspadowym, w jej wnętrzu znajdują się dwie drewniane kondygnacje, empory (posiadające zdobione płyciny) i połączone z chórem muzycznym. Kościół posiada bogate wyposażenie wnętrza w stylu klasycystycznym, wykonane na początku XIX wieku, należą do niego m.in. drewniany ołtarz, ambona i chrzcielnica z 1809 roku oraz posążek Matki Boskiej i obrazy olejne.